# Cymothoa gadorum
Cymothoa gadorum is een pissebed uit de familie Cymothoidae. De wetenschappelijke naam van de soort is voor het eerst geldig gepubliceerd in 1875 door Brocchi.